# Ivan Zoudilov
Ivan Sergueïevitch Zoudilov (en russe : Иван Сергеевич Зудилов) est un aviateur soviétique, né le 8 novembre 1919 et décédé le 7 octobre 1980. Pilote de chasse et as de la Seconde Guerre mondiale, il fut distingué par le titre de Héros de l'Union soviétique.

## Carrière
Ivan Zoudilov est né le 8 novembre 1919 à Kroutovo, dans l'actuelle oblast de Vladimir. Il rejoignit l'Armée rouge en 1938 et fut breveté pilote au collège militaire de l'Air d'Orenbourg en 1939.
Lors de l'été 1941, jeune mladchyi leitenant et chef de zveno (patrouille aérienne) du 163e régiment de chasse aérienne (163.IAP), il opérait au sein du front de Kalinine. Aux commandes de son Polikarpov I-16, il fut l'un des premiers as soviétiques, qui se révélèrent au cours des premiers mois de l'invasion allemande ; ainsi en février 1942, il comptait déjà 12 victoires homologuées, remportées au cours de 125 missions et 19 combats aériens.
En 1943, promu lieutenant (starchi leïtenant), il prit le commandement d'une escadrille du 157e régiment de chasse aérienne (157.IAP), avec laquelle il participa, en juillet, à la bataille de Koursk. Il termina la guerre au sein de cette unité.
À l'issue du conflit, il demeura dans l'armée. Après avoir été breveté de l'Académie de l'Air en 1949, il prit sa retraite en 1961 comme colonel (polkovnik). Il est décédé à Odessa le 7 octobre 1980.

## Palmarès et décorations

### Tableau de chasse
Ivan Zoudilov est crédité de 24 victoires homologuées.

### Décorations
- Héros de l'Union soviétique le 5 mai 1942 (médaille no 1034) ;
- Ordre de Lénine ;
- Quatre fois décoré de l'ordre du Drapeau rouge ;
- Ordre d'Alexandre Nevski.